# Massacre du festival Psydeck
 (novembre 2024).
La mise en forme du texte ne suit pas les recommandations de Wikipédia : il faut le « wikifier ».
Les points d'amélioration suivants sont les cas les plus fréquents :
- Les titres sont pré-formatés par le logiciel. Ils ne sont ni en capitales, ni en gras.
- Le texte ne doit pas être écrit en capitales (les noms de famille non plus), ni en gras, ni en italique, ni en « petit »…
- Le gras n'est utilisé que pour surligner le titre de l'article dans l'introduction, une seule fois.
- L'italique est rarement utilisé : mots en langue étrangère, titres d'œuvres, noms de bateaux, etc.
- Les citations ne sont pas en italique mais en corps de texte normal. Elles sont entourées par des guillemets français : « et ».
- Les listes à puces sont à éviter, des paragraphes rédigés étant largement préférés. Les tableaux sont à réserver à la présentation de données structurées (résultats, etc.).
- Les appels de note de bas de page (petits chiffres en exposant, introduits par l'outil «  Source ») sont à placer entre la fin de phrase et le point final[comme ça].
- Les liens internes (vers d'autres articles de Wikipédia) sont à choisir avec parcimonie. Créez des liens vers des articles approfondissant le sujet. Les termes génériques sans rapport avec le sujet sont à éviter, ainsi que les répétitions de liens vers un même terme.
- Les liens externes sont à placer uniquement dans une section « Liens externes », à la fin de l'article. Ces liens sont à choisir avec parcimonie suivant les règles définies. Si un lien sert de source à l'article, son insertion dans le texte est à faire par les notes de bas de page.
- La présentation des références doit suivre les conventions bibliographiques. Il est recommandé d'utiliser les modèles {{Ouvrage}}, {{Chapitre}}, {{Article}}, {{Lien web}} et/ou {{Bibliographie}}. Le mode d'édition visuel peut mettre en forme automatiquement les références.
- Insérer une infobox (cadre d'informations à droite) n'est pas obligatoire pour parachever la mise en page.

Pour une aide détaillée, merci de consulter Aide:Wikification.
Si vous pensez que ces points ont été résolus, vous pouvez retirer ce bandeau et améliorer la mise en forme d'un autre article.
Le festival Psyduck est un petit festival de musique trance qui se déroulait dans les champs ouverts entre le kibboutz Nir Oz et le kibboutz Nirim, à environ 2 kilomètres de la frontière de l'enveloppe de Gaza. Le festival a accueilli environ 100 participants. Le 7 octobre 2023 au matin, dans le cadre de l'attaque surprise contre Israël, les Brigades Qassam (l'aile militante du Hamas) ont attaqué le festival Psyduck, assassinant 17 israéliens qui prenaient part au festival.

## Rassemblement
Pendant cinq ans, les rassemblements musicaux de Psyduck ont eu lieu une fois tous les deux mois, le lieu de la fête étant gardé secret. Dans de nombreux cas, même les organisateurs ne savaient pas où la fête aurait lieu jusqu'à juste avant le début de l'événement. L'emplacement de 2023 a été choisi par l'un des organisateurs du parti, Moshe Amzaleg, de Tifrah dans le conseil régional d'Eshkol. La fête a été organisée comme un rassemblement secret, financé par les participants, sans autorisation de la police et non divulgué aux autorités.
Environ 100 personnes ont pris part à l'événement, qui était considérablement plus petit par rapport au célèbre festival Nova près de Réïm.

## Attaque
La fête a commencé le 6 octobre vers minuit. Au petit matin du 7 octobre, alors que les gens dansaient au son de la musique, une salve de roquettes a commencé. Les fêtards se sont vite rendu compte qu’il ne s’agissait pas d’un évènement ordinaire. Selon les témoignages des survivants, un parapentiste motorisé du Hamas s'est approché du lieu de la fête, mais ne les a pas attaqués. Après cela, des militants palestiniens sont arrivés sur les lieux à pied et en véhicules motorisés depuis la bande de Gaza. Alors que les tirs s'intensifiaient, certains participants au festival décidèrent de s'enfuir, tandis que d'autres restèrent cachés jusqu'à l'arrivée quelques heures plus tard des Forces de défense israéliennes.
Certains de ceux qui ont décidé de fuir ont rencontré des militants d'Al-Qassam et ont été tués alors qu'ils tentaient de s'échapper sur les routes, dans des abris ou dans les Kibboutz voisins, Nirim, Nir-Oz et Kissufim. Au total, dix-sept participants au festival ont été tués au cours de ce massacre.

## Conséquences
Le Bituah Leumi (Institut national d'assurance israélien) a officiellement reconnu les expériences et les traumatismes des survivants du festival Psyduck. Les survivants peuvent déposer des demandes de reconnaissance en tant que victimes de blessures liées au travail et en tant que victimes d’actes hostiles. Ils ont droit à plusieurs avantages, tels qu’une aide financière, un soutien médical et psychologique, une assistance juridique et une indemnisation pour tout bien perdu ou endommagé.
Les membres des familles des victimes des deux festivals se sont réunis pour créer le Forum des jeunes du Parti, afin d'exiger la création immédiate d'un comité tiers du parti pour enquêter sur toute négligence potentielle ayant conduit aux attentats du 7 octobre.